# ESPN 7
ESPN 7 es un canal de televisión por suscripción latinoamericano de origen estadounidense dedicado a la programación deportiva, transmitiendo su programación desde Argentina, para Sudamérica y previamente para Centroamérica. Fue lanzado el 12 de octubre de 2009, bajo el nombre de Fox Sports+ y el 5 de noviembre de 2012 como Fox Sports 2 hasta el 15 de febrero de 2024. El canal es propiedad de The Walt Disney Company Latin America, siendo operado por Disney Media Networks Latin America.

## Historia
El canal inicia sus transmisiones el 12 de octubre de 2009 como Fox Sports+, para transmitir partidos de la UEFA Champions League, la Europa League, así como otros eventos. El Vicepresidente comercial de Fox Sports América Latina Región Sur, Sergio Veiga, anunció que Fox Sports + sería una señal que funcionaría de martes a jueves, para emitir partidos de la UEFA Champions League y la UEFA Europa League, así como algunos partidos de la Copa Libertadores que no se pudieran emitir en Fox Sports, debido a la superposición de horarios.
En Centroamérica y Colombia, Fox Sports+ era una señal de 24 horas que emitía la UEFA Champions League, Europa League, Premier League, la NFL, así como otras competiciones.
Desde el 15 de agosto de 2011, la señal Sur pasó a emitir las 24 horas (excepto en Chile, donde el canal era habilitado en determinadas transmisiones deportivas).
El 14 de junio de 2023 su señal para Centroamérica y República Dominicana fue reemplazada por una señal exclusiva de ESPN Extra para Centroamérica, desligando a la señal de México en su totalidad y manteniendo al aire solo la señal Sur.
El 10 de noviembre de 2023 se informó de forma no oficial que Fox Sports 2 pasaría a llamarse ESPN 7 a partir del 15 de febrero de 2024, junto a Fox Sports 3 que pasaría a llamarse ESPN 6.
El 12 de febrero de 2024, Fox Sports 2 en la señal Sur emite su último evento en vivo antes de su cambio de nombre a ESPN 7, que fue un capítulo de WWE RAW celebrado en el Rupp Arena de Lexington, Kentucky en Estados Unidos. El 15 de febrero de 2024, Fox Sports 2 fue reemplazado por ESPN 7 en gran parte de Latinoamérica.